# رکت

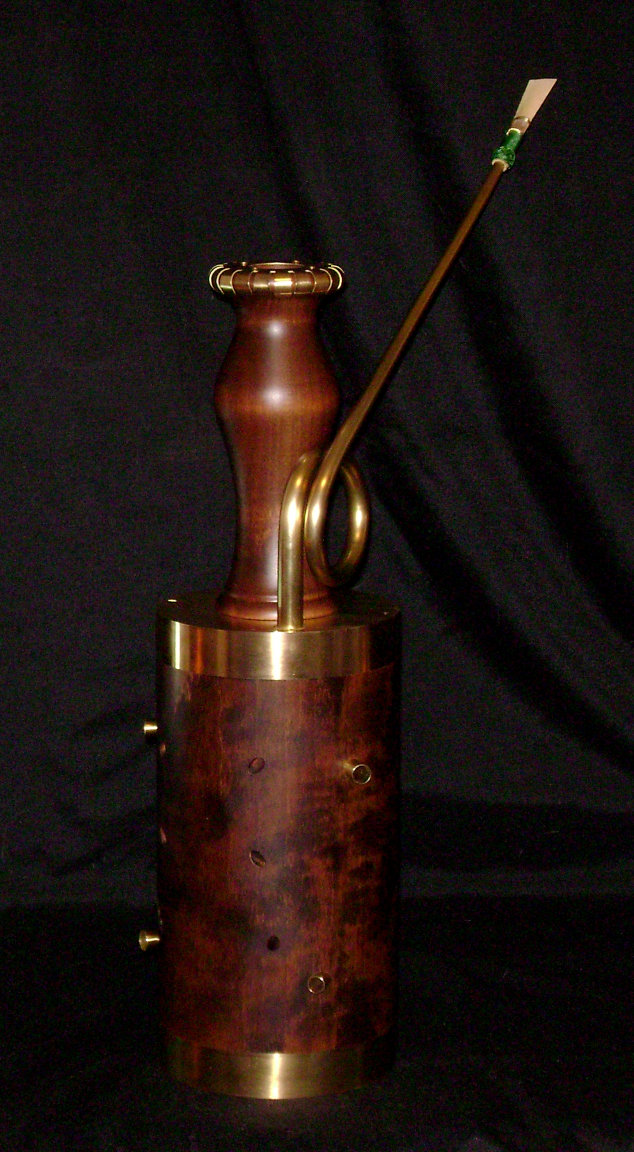
یک نمونهٔ بازسازی‌شده از رکت سبک باروک.

رکت (به انگلیسی: Rackett) یکی از سازهای بادی بود که در سده‌های میانه و دوره رنسانس در اروپا رواج داشت.
رکت سازی با زبانهٔ دوگانه و صدای بم بود و شکلی استوانه‌ای داشت. جنس آن از چپ یا عاج فیل بود.
استوانهٔ تشدید صدا در رکت به تعداد ۹ بار تاشده و چین خورده‌است. با این کار سعی شده بود تا درازای استوانه را کوتاه و جابه‌جایی آن را آسان‌تر کنند.
رکت صدایی نرم و یک‌نواخت دارد (مانند فوت کردن در یک شانهٔ سر) و بیشتر به عنوان صدای زمینه برای همراهی سازهای زهی کاربرد داشته‌است.